# ペーター・ダム
ペーター・ダム（Peter Damm、1937年7月27日 - ）は、ドイツのホルン奏者。
テューリンゲン州マイニンゲン生まれ。11歳からヴァイオリンのレッスンをはじめる。1951年からホルンの勉強をはじめ、1951年から1957年までヴァイマルのフランツ・リスト音楽大学で、カール・ビーリッヒ教授のもとでホルンの演奏法を学ぶ。
1959年、ライプツィヒ・ゲヴァントハウス管弦楽団の首席ホルン奏者、1969年からはシュターツカペレ・ドレスデンの首席ホルン奏者となる。
ドレスデンのカール・マリア・フォン・ウェーバー音楽大学で長年にわたり指導し、多くの国際音楽セミナーでも講師をつとめた。
2002年、シュターツカペレ・ドレスデンを辞すると、名誉団員となった。